# Hrabstwo Queen Anne’s

Piramida wieku hrabstwa

Hrabstwo Queen Anne’s (ang. Queen Anne’s County) – hrabstwo w amerykańskim stanie Maryland. Hrabstwo zajmuje powierzchnię całkowitą 1 320,35 km² i według szacunków US Census Bureau w roku 2006 liczyło 46 241 mieszkańców. Siedzibą hrabstwa jest miejscowość Centreville.

## Historia
Hrabstwo Queen Anne’s zostało utworzone w 1706 roku. Nazwa hrabstwa, która po polsku oznacza „hrabstwo królowej Anny”, pochodzi od Anny Stuart, królowej Anglii. W 1773 roku hrabstwo Queen Anne’s uległo zmniejszeniu, gdy z jego części i części hrabstwa Dorchester utworzono hrabstwo Caroline.

## Geografia
Hrabstwo Queen Anne’s położone jest w całości na półwyspie Delmarva. Hrabstwo zajmuje powierzchnię całkowitą 1 320,35 km², z czego 964,02 km² stanowi powierzchnia lądowa a 356,33 km² (27,0%) powierzchnia wodna. Najwyższy punkt w hrabstwie ma wysokość 27 m n.p.m., zaś najniższy punkt położony jest na poziomie morza w zatoce Chesapeake. W obrębie granic administracyjnych hrabstwa Queen Anne’s znajduje się również punkt zwany Bloody Point Hole położony na dnie zatoki Chesapeake około 53 m pod poziomem morza, 1,6 km na południowy zachód od południowego brzegu wyspy Kent, który jest najniżej położonym punktem w granicach stanu Maryland.

### Miasta
- Barclay
- Centreville
- Church Hill
- Queen Anne
- Queenstown
- Sudlersville
- Templeville

### CDP
- Chester
- Grasonville
- Kent Narrows
- Kingstown
- Stevensville

## Demografia
Według szacunków US Census Bureau w roku 2006 hrabstwo Queen Anne’s liczyło 46 241 mieszkańców.